# Stanisław Progulski
Stanisław Michał Progulski (ur. 17 września 1874 w Nowym Sączu, zm. 3/4 lipca 1941 we Lwowie) – polski lekarz pediatra, profesor Uniwersytetu Jana Kazimierza we Lwowie.

## Życiorys
Był synem handlowca Stanisława i Adeli z Feyrichów. Kształcił się w kilku gimnazjach (Podwołczyska, Nowy Sącz, Kraków), następnie rozpoczął studia medyczne na Uniwersytecie Lwowskim. 20 lutego 1902 uzyskał dyplom doktora wszech nauk lekarskich. Odbył studia specjalistyczne w zakresie pediatrii w Berlinie, w 1904 podjął pracę w Klinice Pediatrycznej w Krakowie pod kierunkiem Macieja Jakubowskiego. Wkrótce wyjechał do Lwowa na zaproszenie Jana Raczyńskiego i został jego asystentem w katedrze pediatrii na Uniwersytecie Lwowskim. Podczas I wojny światowej służył w armii austriackiej, następnie był oficerem WP w czasie walk polsko-ukraińskich o Lwów. Z powodu złego stanu zdrowia został zwolniony z wojska w stopniu kapitana i powrócił do pracy na Uniwersytecie.
W 1918 zmarł Jan Raczyński, ale – ze względu na brak habilitacji – Progulski nie został jego następcą, a katedra przypadła przybyłemu z Wiednia Franciszkowi Groërowi. Stopień doktora habilitowanego Progulski uzyskał w 1922. Odbył naukowe staże zagraniczne u Ottona Heubnera (Berlin) i Clemensa Petera von Pirqueta (Wiedeń). Na Uniwersytecie pracował na stanowisku adiunkta, a od 1938 profesora tytularnego. Działał w organizacjach zawodowych, kierował lwowskimi oddziałami Polskiego Towarzystwa Lekarskiego i Polskiego Towarzystwa Pediatrycznego, w 1931 pełnił funkcję sekretarza Komitetu Organizacyjnego Zjazdu Pediatrów Polskich we Lwowie.
Ogłosił ponad 50 prac naukowych. Zajmował się m.in. etiologią dziecięcego zapalenia wyrostka robaczkowego (zalecał możliwie wczesne operacje), rozpoznawaniem gruźlicy u dzieci, zapaleniem opon mózgowych i rdzeniowych u dzieci. Domagał się tworzenia specjalnych zakładów leczniczych dla dzieci z wrodzoną kiłą i doprowadził do otwarcia pierwszej w Polsce poradni tego typu przy Klinice Pediatrycznej we Lwowie. Zwracał uwagę na konieczność szczepienia przeciw ospie. Ogłosił ważne prace dotyczące zapobiegania śmiertelności niemowląt (podręcznik Higiena niemowląt, 1925), opracował model cieplarki (inkubatora) dla noworodków (głównie wcześniaków) z płaszczem blaszanym, możliwy do stosowania w warunkach szpitalnych i domowych (artykuł Nowy model cieplarki dla niemowląt wczesnych i wątłych (własnego pomysłu), „Pediatria Polska”, 1929).
Niezależnie od pracy naukowej i praktyki lekarskiej zajmował się z sukcesami fotografią. Od 1925 roku był członkiem rzeczywistym Lwowskiego Towarzystwa Fotograficznego, w którym kilkakrotnie pełnił funkcję członka Zarządu LTF. Tematem jego prac były głównie dzieci, oraz zabytki i krajobraz Lwowa. Otrzymał m.in. srebrny medal na Międzynarodowej Wystawie Fotograficznej w Antwerpii.
Zginął rozstrzelany przez Einsatzkommando zur besonderen Verwendung pod dowództwem Brigadeführera dr Karla Eberharda Schöngartha w grupie profesorów lwowskich kilka dni po wkroczeniu Niemców do Lwowa. Śmierć poniósł wówczas także jego syn Andrzej (ur. 1915), inżynier elektryk, ceniony fotografik. Ponadto z małżeństwa z Julią z Winiarzów (od 1911), córką lwowskiego drukarza, miał drugiego syna i córkę, przebywających po wojnie w USA.

## Źródła
- Zygmunt Albert, Stanisław Progulski, [w:] Polski Słownik Biograficzny, tom XXVIII, 1985.
- Zygmunt Albert Kaźń profesorów lwowskich – lipiec 1941 / studia oraz relacje i dokumenty zebrane i oprac. przez Zygmunta Alberta Wrocław 1989, Wydawnictwo Uniwersytetu Wrocławskiego, ISBN 83-229-0351-0 wersja elektroniczna
- Janina Mierzecka - Całe życie z fotografią, s. 254. Wydawca - Wydawnictwo Literackie Kraków (1981). ISBN 83-08-00296-X.